# Djed Mraz
Djed Mraz (rus. Дед Мороз/Ded Moroz) je lik sličan Djedu Božićnjaku. Izvorno je lik iz ruske bajke, koji je na Silvestrovo djeci dijelio poklone. Prikazan kao personifikacija zime, a često dolazi u pratnji svoje unuke Snjeguročke. U nekim zemljama istočne Europe vrlo je poznat i široko rasprostranjen običaj.
Djed Božićnjak predstavlja zapadnoeuropsku varijantu Djeda Mraza.

## Pojam
U doba komunizma umjesto Svetog Nikole uveden je običaj dočeka Djeda Mraza, dok bi se Sveti Nikola rijetko spominjao.
Nakon Listopadska revolucija u nekim zemljama istočne Europe bilo je zabranjeno ili neprikladno otvoreno slaviti Božić (kao vjerski praznik). Istodobno je umjesto do tada uobičajenog julijanskog uveden gregorijanski kalendar. Stoga se je božićno drvce postavljano u doba novogodišnje noći, a Djed Mraz donosio darove djeci na doček nove godine.
Djed Mraz ima dugu i bijelu bradu i nosi čarobno žezlo čiji vrh sveg što dotakne pretvori u led. Živi duboko u tajgi, vozi se na sanjkama koje vuku tri bijela konja ili sobovi.
Djed Mraz je igrao u slavenskim jezicima, posebno u doba socijalizma i komunizma veliku ulogu, iako je tamo bio i ranije poznat. Lik je i dalje popularan u Srbiji Deda Mraz, u Češkoj Děda Mráz i u Sloveniji Dedek Mraz. 
Lik je međutim danas uglavnom odbačen kao iz Sovjetskog Saveza uvezena umjetna zamjena za Božić, i više nije česta pojava. Uglavnom je još u Sloveniji (Dedek Mraz) i u Bugarskoj ostao popularan pod nazivom Дядо мраз (Djado Mraz).

## Nakon sloma komunizma
Za Katoličku Crkvu i pravoslavne Crkve Djed Mraz je "komunistički izum".[nedostaje izvor]
Kod Hrvata katolika postoji Djed Božićnjak, a sličnu ulogu imaju sveti Nikola i sveta Lucija.
Nakon pada socijalizma pravoslavnim crkvama teško pada riješiti se legende Djeda Mraza, jer je za ljude postao ista osoba kao i Sveti Nikola.[nedostaje izvor]

## Vanjske poveznice
- Геральдика Деда Мороза Heraldika djeda mraza